# Gertrude Zakaria
Gertrude Zakaria-Ali foi vice-ministra do governo local do Gana em 1982 no PNDC liderado por Jerry John Rawlings. Ela também é conhecida por ser uma das fundadoras do Movimento das Mulheres 31 de Dezembro, actualmente liderado por Nana Konadu Agyeman Rawlings. Ela foi a Directora de Pesquisa da Comissão Nacional de Educação Cívica.